# Arrachera
En México, se le llama arrachera a un corte particular de carne de vacuno que proviene del diafragma del animal. Es un músculo alargado, muy escaso. En otros países se le conoce como entraña, inside skirt o palomilla. Es una carne muy fibrosa que cuando está cruda es muy dura, por lo que se han elaborado diferentes procesos culinarios para hacerla más tierna y sabrosa. El MVZ.Aldo Villarreal Gómez pionero en la creación de la arrachera marinada. Uno de esos procesos es el «marinado», que consiste en aderezar la carne con especias que la vuelven más suave y a la vez le confieren un sabor muy diferente. En México y Estados Unidos es muy famosa por su facilidad de preparación y su versatilidad, pues se usa para casi cualquier platillo y siempre queda bien. En la parrilla a la brasa se recomienda dejarla “al punto”, de esta manera se aprecian sus cualidades de suavidad, jugosidad y sabor.

## Historia
El restaurantero regiomontano José Inés Cantú Venegas ofrecía cortes selectos importados en Estados Unidos a restaurantes locales. En uno sus viajes de negocios le ofrecieron en una cena una carne suave de excelente sabor, que era carne de la cavidad abdominal que en Estados Unidos no era muy apreciada. Viendo la oportunidad de negocio, al ser una carne muy barata, la marino con su receta u la ofreció en su restaurante convirtiéndose en un éxito. Bautizó el corte como arrachera, en referencia al cincho con el que se amarra el vientre a los caballos.